# Дейра (Дубай)
Дейра (араб. ديرة) — район в восточной части города Дубай, ОАЭ.

## География
Район Дейра является одним из старейших в Дубае. Здесь сосредоточено значительное количество небольших и средней величины торговых заведений, принадлежащих преимущественно выходцам из Пакистана и Индии. Также здесь, в северо-западной части Дейры, находится известный Золотой базар (Gold souk), огромный рынок ювелирных изделий. Западной границей Дейры является естественный канал Дубай-Крик, делящий город на две неравные части. На канале, на берегу Дейры находится небольшой порт — Порт-Саид, из которого осуществляются как грузовые перевозки на западный берег на традиционных судах доу, так и групповые круизные поездки туристов. По каналу также ходят маршрутные речные суда и такси. На севере Дейру омывают воды Персидского залива, на востоке она (в широком смысле понимания, как вся северо-восточная часть города) граничит с эмиратом Шарджа. С юга к району Дейра примыкает Международный аэропорт Дубая. В 1960-е — 1970-е годы Дейра была торговым центром Дубая, в настоящее время деловой центр переместился на западную от Дубай-Крик сторону города и разместился вдоль трассы шейха Зайда. Однако ныне в Дейре вновь ведётся интенсивное строительство, возведены ряд небоскрёбов и современных мостов через канал (Clock Tower, Maktoum Bridge и др.). В морском ареале у берегов Дейры запланирован проект искусственного острова — Deira Island.

## Подчинённые районы (в административном, среднего размера, понимании понятия "Дейра")
- Эль-Рас
- Наиф
- Порт-Сайед
- Ригга
- Эль-Барага
- Пальм Дейра
- Корниш Дейра
- Абу-Хаим

## Галерея

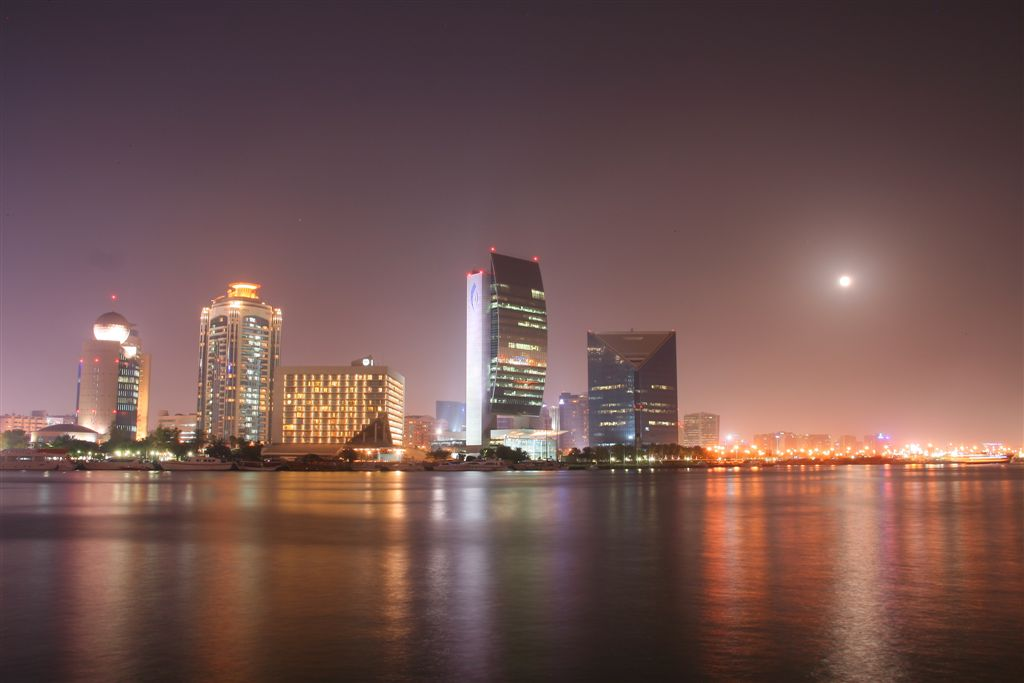
Дейра ночью
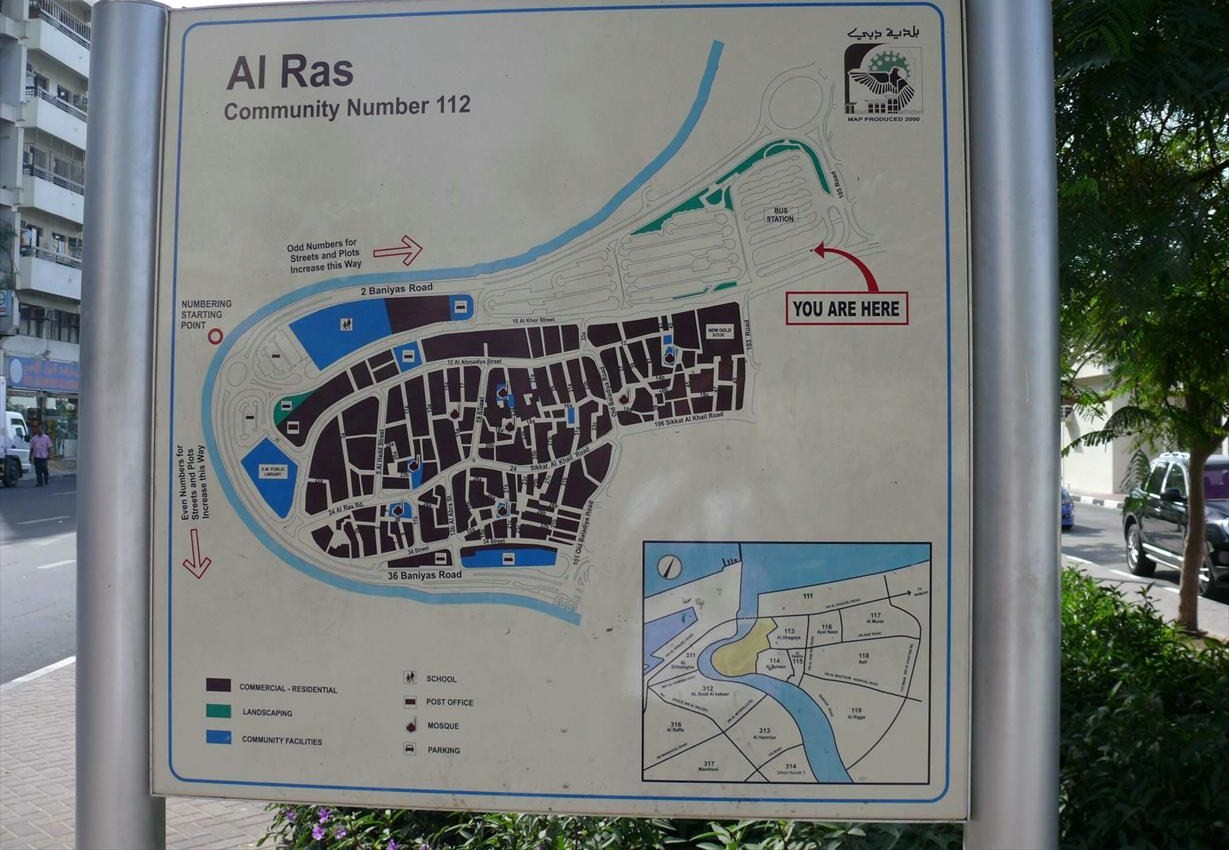
Городской план района Эль-Рас
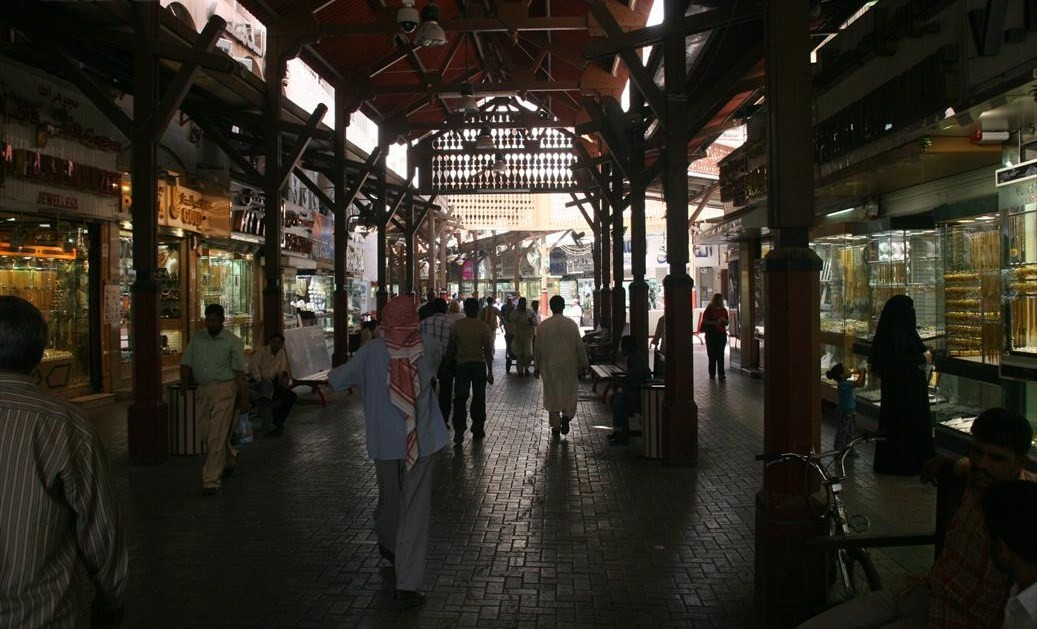
На Золотом базаре
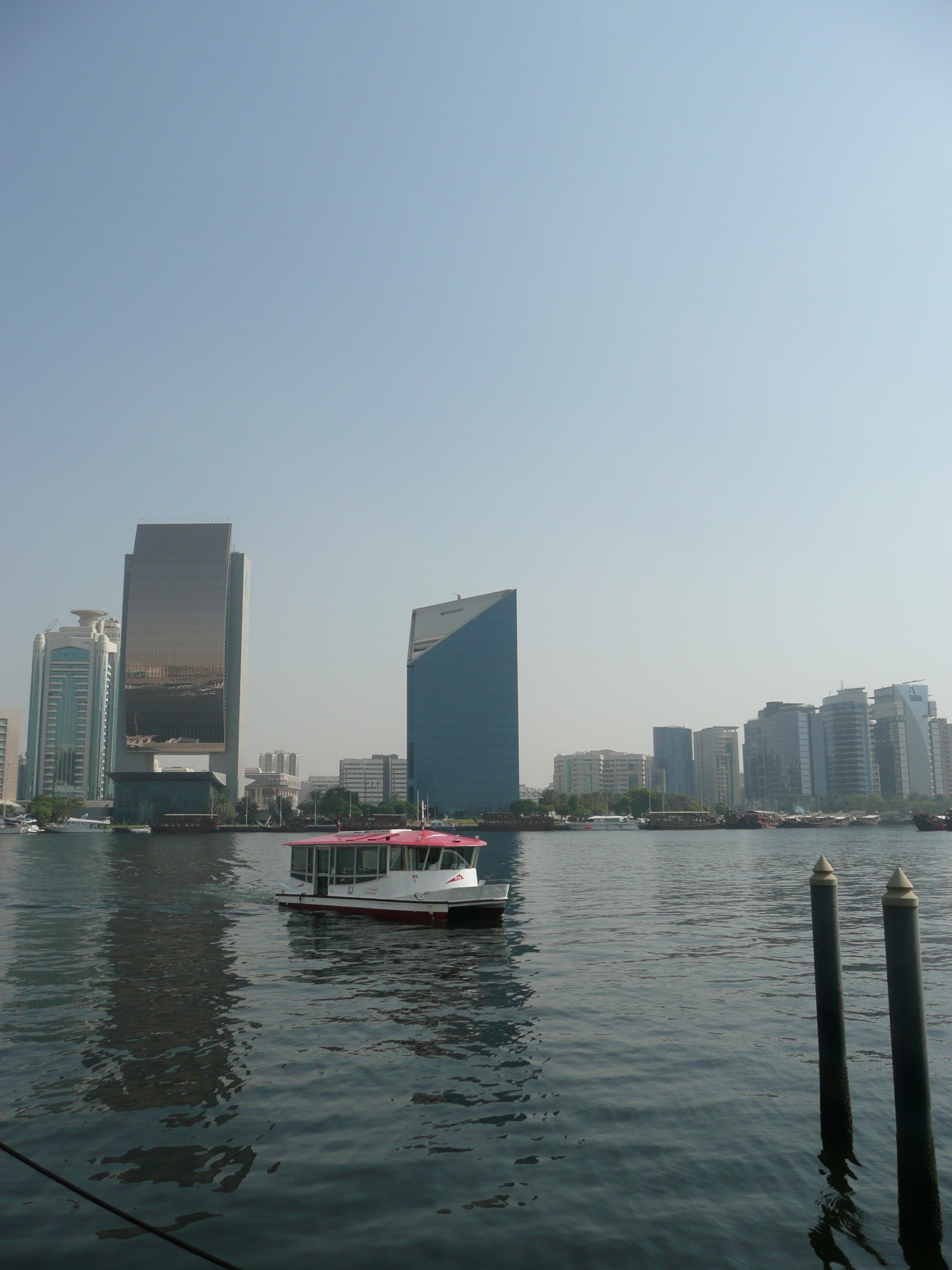
На канале Дубай-Крик